# Championnat d'Allemagne de hockey sur glace D4
Pour les articles homonymes, voir Regionalliga.
La Regionalliga est la quatrième ligue de hockey sur glace d'Allemagne.

## Format
Fondée en 1961 sous le nom de Gruppenliga, elle division est renommée Regionalliga en 1965. Depuis la saison 2008/2009, la division est composée de cinq poules regroupant les clubs selon leur emplacement géographique.

Les cinq divisions actuelles de la Regionalliga.
Division Nord
Division Ouest
Division Est
Bavière
Division Sud